# Manawa staceyi
Manawa staceyi is een mosselkreeftjessoort uit de familie van de Punciidae. De wetenschappelijke naam van de soort is voor het eerst geldig gepubliceerd in 1989 door Swanson.